# Yang Zhongjian
Yang Zhongjian (Huaxian, 1º giugno 1897 – 15 gennaio 1979) è stato un paleontologo cinese.
Yang Zhongjian (cinese: 杨钟健), noto anche come C.C. (Chung Chien) Young, è stato uno dei più grandi paleontologi cinesi. È conosciuto come il "Padre della paleontologia dei vertebrati in Cina". Nacque a Huaxian, nella provincia dello Shaanxi.
Yang si laureò presso il dipartimento di geologia dell'Università di Pechino nel 1923 e nel 1927 ricevette il suo dottorato all'Università di Monaco in Germania. Nel 1928 lavorò per il Cenozoic Research Laboratory del servizio geologico cinese e prese parte allo scavo nel sito dell'Uomo di Pechino a Zhoukoudian.
Lavorò come professore al Geological Survey dell'Università di Pechino e all'Università del Nordovest di Xi'an. I lavori scientifici di Yang furono fondamentali per la creazione dell'Istituto di paleontologia dei vertebrati e di paleantropologia della Cina, a Beijing, il quale ospita una delle più importanti collezioni al mondo. Yang fu poi direttore dell'istituto, così come del Museo di Storia Naturale di Beijing.
Yang supervisionò gli scavi e la ricerca di dinosauri in Cina dal 1933 agli anni '70. Fu l'autore di alcune delle più importanti scoperte nella storia dei dinosauri cinesi, come i prosauropodi Lufengosaurus e Yunnanosaurus, l'ornitopode Tsintaosaurus, il sauropode gigante Mamenchisaurus, e il primo stegosauro cinese, Chialingosaurus.
I suoi resti cremati sono sepolti a Zhoukoudian, accanto a quelli dei suoi colleghi Pei Wenzhong e Jia Lanpo.